# Carcharhinus isodon
A Carcharhinus isodon a porcos halak (Chondrichthyes) osztályának kékcápaalakúak (Carcharhiniformes) rendjébe, ezen belül a kékcápafélék (Carcharhinidae) családjába tartozó faj.

## Előfordulása
A Carcharhinus isodon előfordulási területe az Atlanti-óceán nyugati felén van. Elterjedése az Amerikai Egyesült Államokbeli Észak-Karolinától kezdve, Kubán és a Mexikói-öblön keresztül, egészen Brazília déli részéig, valamint Uruguayig tart. Ugyanez óceán keleti felén, Szenegál és Bissau-Guinea vizeiben észrevett Carcharhinus isodonnak vélt cápa, talán inkább fonócápa (Carcharhinus brevipinna) lehetett.

## Megjelenése
Hossza elérheti a 190 centimétert. 123-139 centiméteresen már felnőttnek számít.

## Életmódja
Szubtrópusi cápa, amely a tengerfenék közelében él. Inkább a sekély vizeket kedveli; 10 méternél mélyebbre nemigen úszik le. Nagy rajokat alkot. Tápláléka kis csontos halak és fejlábúak. Az ember számára veszélyes lehet.

## Szaporodása
Elevenszülő porcos hal; a peték kiürülő szikzacskója az emlősök méhlepényéhez hasonlóan a nőstény szöveteihez kapcsolódik. Belső megtermékenyítéssel szaporodik, párosodáskor a cápák egymáshoz simulnak. Egy alomban 1-6 kis cápa lehet. A kis Carcharhinus isodon születésekor 51-64 centiméter hosszú.

## Felhasználása
Ennek a szirticápának csak kisebb mértékű a halászata. Frissen, szárítva vagy sózva árusítják.

## Képek

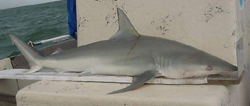
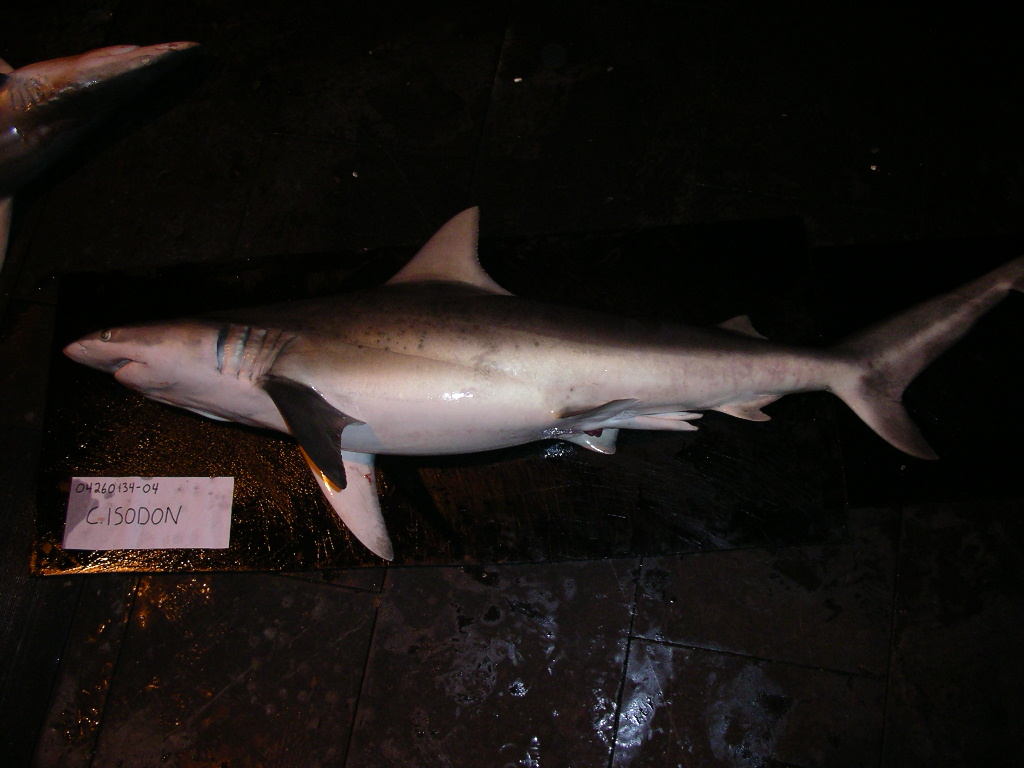
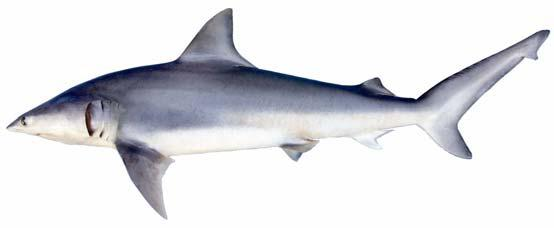
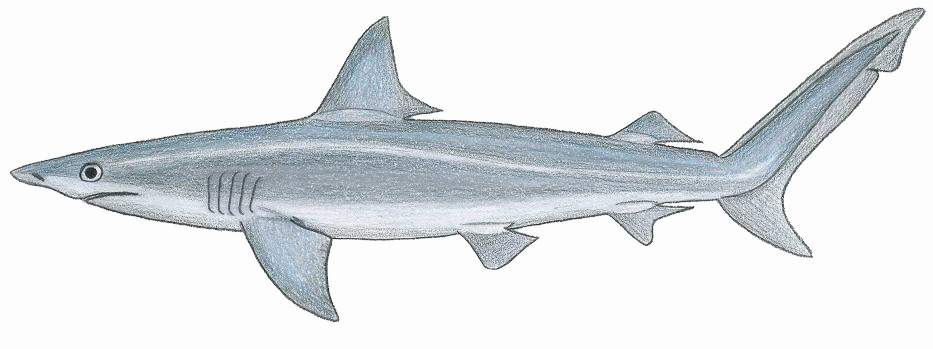